# Acanthodelta definita
Acanthodelta definita là một loài bướm đêm trong họ Noctuidae.